# Илия Беширов
Илия Беширов е български скулптор и художник.

## Биография
Роден е през 1936 г. в село Рогозен. Завършва художественото училище, след това и Художествената академия - специалност скулптура. През 1964 г. става директор на Професионална гимназия по каменообработване в село Кунино, Врачанско. По-късно е поканен за директор на Врачанската художествена галерия. През дългия си творчески път създава множество паметници, паметни знаци и скулптурни творби. В един по-късен етап от своето творчество Илия Беширов създава и множество творби в една друга област - живописта. Умира внезапно през 2007 г. в ателието си във Врачанския балкан.